# Bosque fósil de Teresina

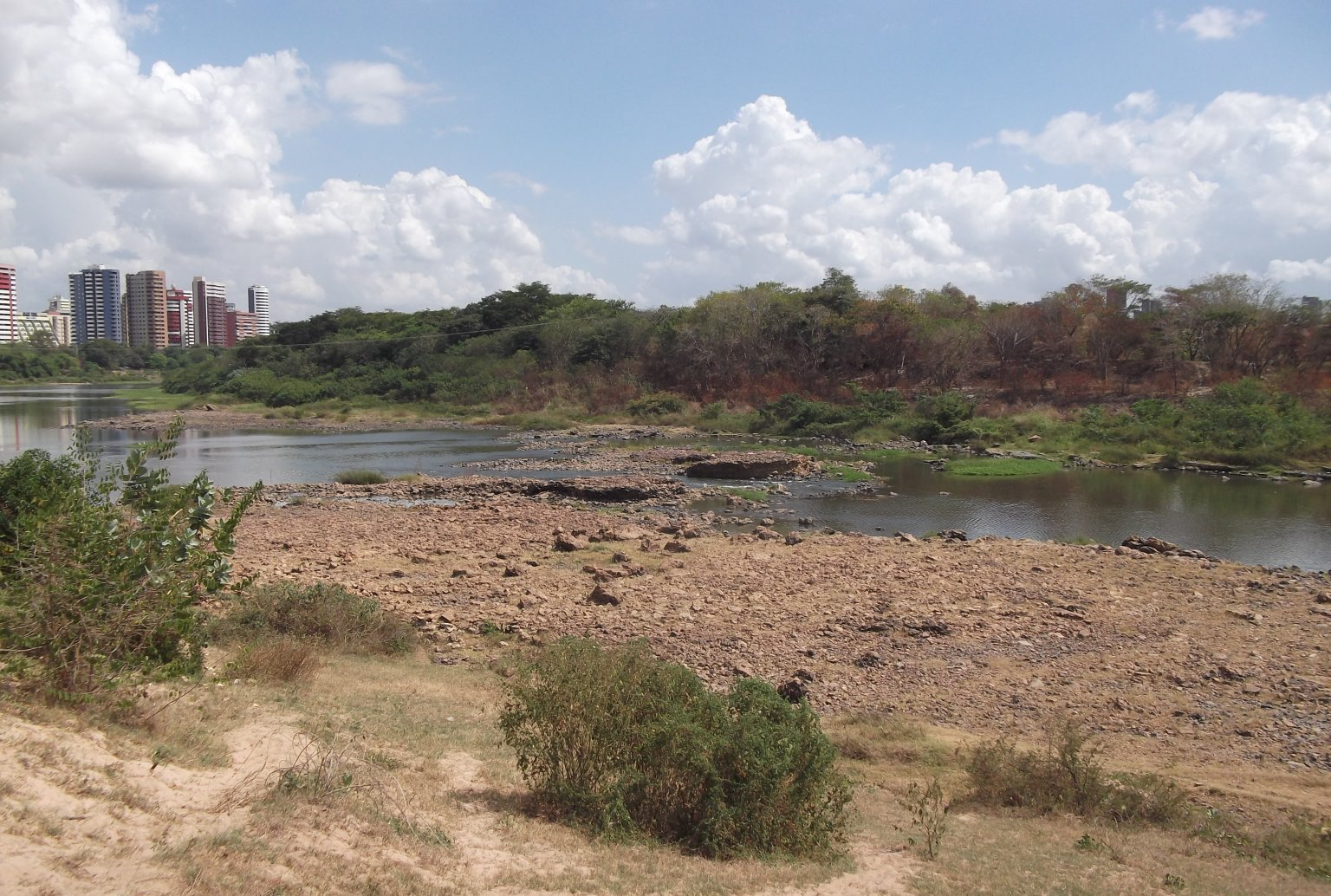
El bosque fósil de Teresina

El bosque fósil de Teresina es un yacimiento paleontológico tipo «bosque petrificado» situado en las orillas del río Poti, en el área urbana de Teresina (Piauí, Brasil), del período Pérmico (hace 280 a 270 millones de años aprox.). Se destaca por tener varios troncos petrificados en posición de crecimiento, y por ser el único sitio paleontológico en una capital brasileña.

## Historia
Fue descubierto en 1909 por el geólogo Miguel Negrita Lisboa.  Otros estudios se han realizado, revelando la presencia de varios troncos en posición de vida y una especie nueva para la ciencia. El sitio paleontológico se transformó en Parque Municipal el 8 de enero de 1993 y registrado por el Ministerio de Cultura el 25 de octubre de 2010.